# László Kimnach

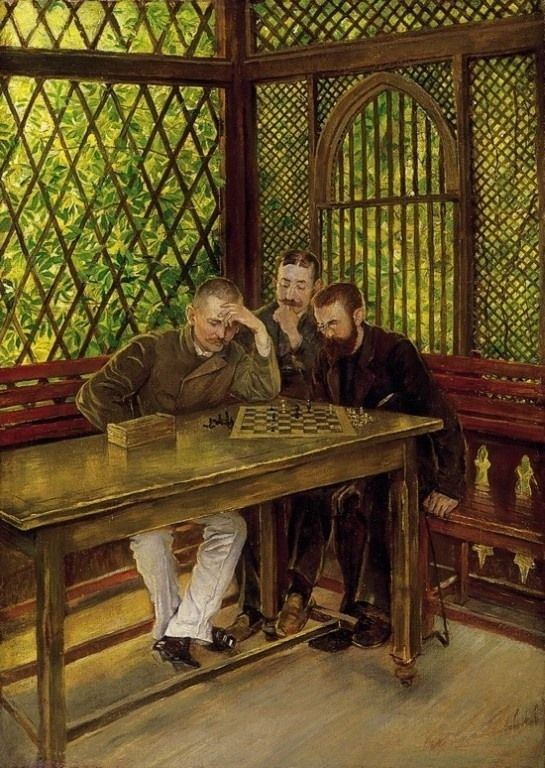
Eine Schachpartie

László Kimnach (* 1. Juli 1857 in Buda; † 9. November 1906 in Budapest) war ein ungarischer Maler, Grafiker, Illustrator und Pädagoge.
Nach dem Architekturstudium studierte er weiter an der Zeichenlehrer-Bildungsanstalt in Budapest bei Bertalan Székely und ab April 1880 an der Königlichen Akademie der Künste in München bei Gyula Benczúr und Wilhelm Lindenschmit dem Jüngeren.
Nach dem Studium war er im Budapester Atelier von Béla Pállik tätig. Er unterrichtete auch Zeichnen.
Ein Jahr verbrachte er in Venedig.
Seine Illustrationen erschienen in der illustrierten Zeitschrift Vasárnapi Újság, u. a. 1883 das Porträt von Lajos Kossuth. Kimnach lieferte auch Illustrationen für das Kronprinzenwerk Die österreichisch-ungarische Monarchie in Wort und Bild.
Er beschäftigte sich zudem mit der Freskenmalerei in Kirchen.